# Kupa na Bălgarija 1996-1997
La Coppa di Bulgaria 1996-1997 è stata la 15ª edizione di questo trofeo, e la 57ª in generale di una coppa nazionale bulgara di calcio, terminata il 28 maggio 1997.  Il CSKA Sofia ha vinto il trofeo per la sedicesima volta.

## Primo turno
| Squadra 1             | Risultato       | Squadra 2             |
| --------------------- | --------------- | --------------------- |
| 30 ottobre 1996       |                 |                       |
| Lokomotiv Ruse        | 2 – 1           | Parva Atomna Kozloduy |
| Novi Iskar            | 3 – 2 (dts)     | Jantra Gabrovo        |
| Lokomotiv GO          | 2 – 0           | Šumen                 |
| Storgoziya Pleven     | 3 – 2           | Spartak Plovdiv       |
| Trakiya Zvunichevo    | 0 – 4           | Liteks Loveč          |
| Devnya                | 1 – 0           | Hebăr Pazardžik       |
| Arda Kărdžali         | 1 – 3           | Metalurg Pernik       |
| Port Burgas           | 2 – 1           | Avtotreid Aksakovo    |
| FK Černomorec Burgas  | 3 – 0           | Černo More Varna      |
| Sikonko Klimentovo    | 1 – 2 (dts)     | Akademik Sofia        |
| Bdin                  | 0 – 4           | Olympic Galata        |
| Chargan               | 1 – 0 (dts)     | Čavdar Byala          |
| Granichar Koprivlyane | 0 – 0 (4-5 dtr) | Sokol Plovdiv         |
| Pirin Blagoevgrad     | 3 – 1           | Haskovo               |
| Svilengrad            | 1 – 0 (dts)     | Septemvri Sofia       |
| Marek Dupnica         | 0 – 1 (dts)     | Chirpan               |

## Secondo turno
| Squadra 1            | Risultato       | Squadra 2         |
| -------------------- | --------------- | ----------------- |
| 12 novembre 1996     |                 |                   |
| Devnya               | 1 – 1 (3-4 dtr) | Lokomotiv Sofia   |
| Lokomotiv Ruse       | 1 – 0           | Lokomotiv Plovdiv |
| FK Černomorec Burgas | 2 – 1           | Spartak Varna     |
| 13 novembre 1996     |                 |                   |
| Svilengrad           | 4 – 2           | Rakovski Ruse     |
| Sokol Plovdiv        | 2 – 0           | Levski Kjustendil |
| Montana              | 2 – 0           | Olympic Galata    |
| Chargan              | 0 – 3           | Marica Plovdiv    |
| Chirpan              | 2 – 0           | Minjor Pernik     |
| Lokomotiv GO         | 0 – 3           | CSKA Sofia        |
| Neftohimik Burgas    | 1 – 2           | Liteks Loveč      |
| Dobrudža             | 1 – 0           | Storgoziya Pleven |
| Novi Iskar           | 2 – 2 (5-4 dtr) | FK Etăr           |
| Spartak Pleven       | 1 – 2           | Pirin Blagoevgrad |
| Metalurg Pernik      | 0 – 2           | Levski Sofia      |
| Port Burgas          | 0 – 3           | Slavia Sofia      |
| Akademik Sofia       | 1 – 0 (dts)     | Botev Plovdiv     |

## Ottavi di finale
| Squadra 1                   | Totale | Squadra 2       | Andata | Ritorno |
| --------------------------- | ------ | --------------- | ------ | ------- |
| 27 novembre/5 dicembre 1996 |        |                 |        |         |
| Sokol Plovdiv               | 2 – 5  | Levski Sofia    | 0 - 2  | 2 - 3   |
| 4/11 dicembre 1996          |        |                 |        |         |
| Slavia Sofia                | 3 – 1  | Lokomotiv Ruse  | 2 - 1  | 1 - 0   |
| 4/13 dicembre 1996          |        |                 |        |         |
| Liteks Loveč                | 5 – 3  | Dobrudža        | 5 - 1  | 0 - 2   |
| FK Černomorec Burgas        | 3 – 8  | Lokomotiv Sofia | 2 - 5  | 1 - 3   |
| CSKA Sofia                  | 6 – 1  | Montana         | 5 - 0  | 1 - 1   |
| 4/18 dicembre 1996          |        |                 |        |         |
| Pirin Blagoevgrad           | 6 – 3  | Svilengrad      | 4 - 1  | 2 - 2   |
| Marica Plovdiv              | 6 – 2  | Novi Iskar      | 4 - 0  | 2 - 2   |
| Chirpan                     | 4 – 5  | Akademik Sofia  | 3 - 2  | 1 - 3   |

## Quarti di finale
| Squadra 1       | Totale          | Squadra 2         | Andata | Ritorno     |
| --------------- | --------------- | ----------------- | ------ | ----------- |
| 5/19 marzo 1997 |                 |                   |        |             |
| Liteks Loveč    | 3 – 4           | Levski Sofia      | 2 - 0  | 1 - 4       |
| Slavia Sofia    | 1 – 3           | CSKA Sofia        | 1 - 1  | 0 - 2       |
| Akademik Sofia  | 1 – 2           | Marica Plovdiv    | 1 - 1  | 0 - 1       |
| Lokomotiv Sofia | 2 – 2 (2-3 dtr) | Pirin Blagoevgrad | 2 - 0  | 0 - 2 (dts) |

## Semifinali
| Squadra 1         | Totale | Squadra 2    | Andata | Ritorno     |
| ----------------- | ------ | ------------ | ------ | ----------- |
| 9/22 aprile 1997  |        |              |        |             |
| Marica Plovdiv    | 1 - 7  | Levski Sofia | 1 - 3  | 0 - 4       |
| 9/23 aprile 1997  |        |              |        |             |
| Pirin Blagoevgrad | 1 - 2  | CSKA Sofia   | 1 - 0  | 0 - 2 (dts) |

## Finale
| Arbitro: | Atanas Uzunov |

|                |           |                                 |
| Gospodinov 51’ | Marcatori | 9’ Lulchev 48’ Žabov 58’ Petkov |